# Josse Van Heupen
Petrus Josse Alphons Van Heupen (Turnhout, 24 september 1913 - 19 april 1985) was een Belgisch politicus voor de BSP.

## Levensloop
Van Heupen werd gemeenteraadslid van Turnhout in 1952.
In 1954 werd hij volksvertegenwoordiger voor het arrondissement Turnhout, in opvolging van de ontslagnemende Augustinus Hens. Hij vervulde dit mandaat tot in 1968. Hij was vervolgens nog gecoöpteerd senator, van 1968 tot 1971.